# Leptocotis tenuirostris
Leptocotis tenuirostris is een vlokreeftensoort uit de familie van de Oxycephalidae. De wetenschappelijke naam van de soort is voor het eerst geldig gepubliceerd in 1871 door Claus.